# ليونيل با
ليونيل با (بالفرنسية: Lionel Bah)‏ (و. 1980  م) هو لاعب كرة قدم إيفواري، ولد في أولينز، مركز لعبه هو لاعب وسط.

## روابط خارجية
- ليونيل با على موقع قاعدة بيانات كرة القدم.إي يو (الإنجليزية)
- ليونيل با على موقع ليكيب (الفرنسية)
- ليونيل با على موقع ناشيونال فوتبول تيمز (الإنجليزية)
- ليونيل با على موقع Soccerway.com (الإنجليزية)
- ليونيل با على موقع عالم كرة القدم.نت (الإنجليزية)